# Acus acutula
Acus acutula är en insektsart som beskrevs av Chen, Yang och Wilson 1989. Acus acutula ingår i släktet Acus och familjen vedstritar. Inga underarter finns listade i Catalogue of Life.